# 塔瓦基特
塔瓦基特（英語：Tabaquite）是加勒比海岛国特立尼达和多巴哥特立尼达岛中部的一座村庄，行政上由库瓦-塔瓦基特-塔尔帕罗地区管辖，位于里奥克拉罗北部和纳韦特坝西部。它是一个重要的可可豆产地。